# Horney Common
Horney Common är en by i East Sussex i England. Byn är belägen 16,1 kilometer 
från Lewes. Orten hade 751 invånare 2015.